# Nik Ebert
Nik Ebert (* 21. August 1954 in Kędzierzyn in Oberschlesien, Polen) ist ein deutscher Karikaturist.

## Leben
Ebert kam mit seinen Eltern 1958 als Aussiedler in die Bundesrepublik Deutschland und wuchs in Rheydt, heute ein Stadtteil von Mönchengladbach auf. Er studierte Rechtswissenschaften und Pädagogik in Köln und Aachen.
Seit 1985 ist er politischer Karikaturist für den Mönchengladbacher Lokalteil und die Gesamtausgabe der Rheinischen Post (RP). Seit 1994 karikiert er auch für die Stuttgarter Nachrichten. Außerdem zeichnet er regelmäßig für weitere Zeitungen, wie beispielsweise die VDI nachrichten und die Verkehrsrundschau.
Nik Ebert wurde 1995 und 1997 mit dem Deutschen Preis für die politische Karikatur ausgezeichnet.
Ein umfangreiches Konvolut seiner Arbeiten befindet sich bei der Stiftung Haus der Geschichte der Bundesrepublik Deutschland.

## Veröffentlichungen
- Sammelbände (7) Karikaturen der Jahre 1990-1998, zusammengefasst von Klaus Bresser
- Nik Ebert: Nik's Besonderes. 25 Jahre Mönchengladbach in der Karikatur der Woche, Droste, Düsseldorf, 2006, ISBN 3-7700-1206-2
- Nik Ebert, Michael Hamerla: Dass ich nicht lache... Politische Karikaturen 1989 – 1994, Droste, Düsseldorf, 1995, ISBN 3-7700-1032-9
- Nik Ebert, Michael Hamerla: Wie gewonnen... Politische Karikaturen 1996-1998, Droste, Düsseldorf, 2002, ISBN 3-7700-1110-4
- Nik Ebert: Ausgerechnet Politik. Karikaturen aus der 'Rheinischen Post, Droste, Düsseldorf, 1997, ISBN 3-7700-1073-6
- Nik Ebert: Die Düssel-Möwe ... der Vogel als solcher, B. Kuhlen-Verlag, Mönchengladbach, 2007, ISBN 3-87448-287-1
- NIk Ebert: Die Düssel-Möwe... und andere Überflieger, 120 Seiten, B. Kühlen Verlag, Mönchengladbach, 2008, ISBN 978-3-87448-302-5
- Nik-Ebert: Albert, der Seh-Vogel, Lappan, Oldenburg, 2001, ISBN 3-8303-3008-1
- Ponkie, Nik Ebert: Cinema und Kino. Ein fröhliches Wörterbuch, Tomus, München, 1990, ISBN 3-8231-0179-X
- Hans-Jürgen Jendral, Nik Ebert: Fußball-Bundesliga. Ein fröhliches Wörterbuch, Tomus, München, 1994, ISBN 3-8231-1006-3
- Uli Meyer, Martin Krämer, Nik Ebert: Hockey. Ein fröhliches Wörterbuch, Tomus, München, 1991, ISBN 3-8231-0187-0
- Klaus Möller, Nik Ebert: Trucker. Ein fröhliches Wörterbuch, Tomus, München, 1992, ISBN 3-8231-0196-X
- Wolfgang Richter, Nik Ebert: Aachen. Ein fröhlicher Reiseführer, Tomus, München 1993, ISBN 3-8231-0564-7